# 斗牛 (电影)
《斗牛》是一部管虎编剧、执导的中国战争喜剧片，故事充满荒诞、悬疑与黑色幽默元素。剧情为抗日战争时期，八路军委托山东沂蒙山区一位农民看管一头奶牛的故事。中国于2009年9月11日上映。主演黄渤2009年凭借此片获得第46届金马奖最佳男主角奖。

## 獎項
| 頒獎典禮     | 獎項         | 名單           | 結果 |
| ------------ | ------------ | -------------- | ---- |
| 第46屆金馬獎 | 最佳劇情片   |                | 提名 |
| 第46屆金馬獎 | 最佳導演     | 管虎           | 提名 |
| 第46屆金馬獎 | 最佳男主角   | 黃渤           | 獲獎 |
| 第46屆金馬獎 | 最佳改編劇本 | 管虎           | 獲獎 |
| 第46屆金馬獎 | 最佳攝影     | 宋曉飛         | 提名 |
| 第46屆金馬獎 | 最佳動作設計 | 陳冠龍、秦海強 | 提名 |
| 第46屆金馬獎 | 最佳剪輯     | 孔勁蕾         | 提名 |